# Albino Fontana
Albino Fontana (Comano, 12 febbraio 1938 – Milano, 24 ottobre 2011) è stato un politico italiano.
Di professione avvocato, alle elezioni politiche del 1992 è stato eletto senatore per la Democrazia Cristiana nel collegio uninominale di Massa-Carrara. Con lo scioglimento della DC è confluito nel Partito Popolare Italiano. 